# Umberto Tozzi
 Festivalbar 1977
Umberto Tozzi (Torino, 4 marzo 1952) è un cantautore e chitarrista italiano.
Con 80 milioni di copie vendute, Tozzi è tra gli artisti italiani che hanno venduto il maggior numero di dischi. Come autore, con la canzone Gloria (1979), nell'interpretazione di Laura Branigan, è entrato nella classifica dei dischi più venduti in Gran Bretagna e negli Stati Uniti. Ha vinto il Festival di Sanremo nel 1987 con la canzone Si può dare di più insieme a Gianni Morandi ed Enrico Ruggeri.

## Biografia
Figlio ultimogenito di Nicola Tozzi, agente di polizia originario di Vico del Gargano (FG), e di Immacolata, casalinga, originaria di Montesarchio (in provincia di Benevento), entrambi emigrati a Torino nel 1945 da Rodi Garganico, è fratello di Franco, anche lui cantante negli anni sessanta. Cresciuto nella zona torinese di via Fréjus/Corso Peschiera, tra Borgo San Paolo e il quartiere Cenisia, cominciò a suonare la chitarra a 13-14 anni, nella sala prove dell'oratorio della chiesa di Gesù Adolescente, ma le vere prime esperienze musicali cominciarono l'anno dopo, nel 1967, come chitarrista della band del fratello maggiore Franco.

### Esordi
Nel 1968 entrò negli Off Sound, un complesso rock torinese composto da ragazzi giovanissimi, con i quali, nel 1970, debuttò cantando la prima strofa della canzone Qui. Sempre col fratello Franco, frequentò spesso i locali e gli studi discografici di Torino e di Milano, conoscendo numerosi cantanti dell'epoca, come Patrick Samson, Eugenio Finardi o Enzo Jannacci mentre, con un giovane Adriano Pappalardo, formò un curioso ensemble di 13 elementi. Nel 1973, entrò come chitarra elettrica nel brano Incontro d'amore, incisa in un 45 giri per la casa discografica Numero Uno di Lucio Battisti, vinile che ospita, sul lato B, la canzone Go man, scritta dalla cantautrice statunitense Marva Jan Marrow. Nel 1974 conobbe Valerio Liboni, già batterista de I Ragazzi del Sole, con il quale entrerà, nel 1975, come chitarrista della band La Strana Società, partecipando a Un disco per l'estate e al Festivalbar.
Sempre nello stesso anno scrisse, insieme a Damiano Dattoli, la canzone Un corpo e un'anima, interpretata da Wess e Dori Ghezzi e vincitrice di Canzonissima. Con lo stesso Dattoli e Massimo Luca, formò il trio Data, con il quale incise, per la Numero Uno, l'album Strada bianca, disco raro perché stampato in pochissime copie. Nello stesso periodo, sempre per la Numero Uno, continuò l'attività di turnista, suonando insieme al batterista Euro Cristiani. Per la casa discografica incise numerosi dischi, tra cui Un essere umano e Infinite fortune di Oscar Prudente. Il 1975 lo vide anche come autore della musica, sempre con Dattoli e su testo di Maurizio Piccoli, di un brano poco conosciuto, scritto per Mia Martini, dal titolo Io ti ringrazio; inoltre collaborò con Ivano Fossati come co-arrangiatore per l'album Good-Bye Indiana.

### I primi grandi successi
L'incontro nel 1975 con il paroliere-musicista-produttore Giancarlo Bigazzi diede inizio ad un duraturo sodalizio pieno di successi. Nello stesso anno, da corista, prende parte nell'incisione di Mia Martini della canzone Al Mondo scritta per lei da Dattoli e Luigi Albertelli.
Il debutto da solista avvenne nel 1976, con l'album Donna amante mia: presentato il 27 maggio alla finale del Discoverde, svoltasi a Montecatini, gli valse il secondo posto e l'ammissione al Festivalbar dello stesso anno. Il disco comprendeva nove canzoni, tra cui il brano Io camminerò, che Tozzi aveva scritto qualche mese prima per Fausto Leali e riproposto, nello stesso anno, da Mina, nell'album Singolare. Anche il suo brano Mi manca fu ripreso da altri cantanti, dai Camaleonti, a Riccardo Fogli, fino a Marcella Bella, mentre del brano Tu sei di me fu fatta una cover da Gigliola Cinquetti. Da questo album fu estratto anche Donna amante mia/Ripensando alla freccia del sud, ristampato su formato 45 giri. Sebbene contenesse brani riproposti da cantanti di successo, l'album, quell'anno, non riuscì a vendere più di 6 000 copie, mentre il singolo di punta registrò un discreto ventiseiesimo posto nelle classifiche nazionali relative al mese di novembre.
Per Tozzi, il vero successo arrivò nel 1977, quando incise Ti amo, brano che vinse il Festivalbar e rimase al primo posto dei singoli più venduti in Italia senza interruzioni dal 23 luglio al 22 ottobre dello stesso anno (1 147 000 copie vendute in Francia 8 000 000 in tutto il mondo). Ti amo è anche la title track dell'album È nell'aria...ti amo, sempre del 1977, contenente anche la malinconica Dimentica dimentica, oltre che lato B del singolo; l'album, pubblicato in tutto il mondo, ottenne un buon risultato. Molti critici di musica erano pronti a scommettere che il successo di Tozzi fosse solo un fuoco di paglia. Invece, nel 1978, uscì Tu, terzo album del cantautore torinese. Nell'album oltre al brano che dà il titolo all'album, grande successo a 45 giri, sono presenti anche Perdendo Anna e Zingaro, canzoni che ottengono un ottimo riscontro di vendite.
Nel 1979 uscì un'altra sua canzone famosa, Gloria, la quale, dal 1979 al 1984 vendette ben 29 milioni di copie in tutto il mondo e che, da subito, occupò il primo posto nelle classifiche europee. Il singolo Gloria, per la prima volta, uscì circa un mese dopo l'album omonimo, contenente, tra gli altri, Qualcosa qualcuno e Alleluia se. Questo album vide la collaborazione con l'arrangiatore Greg Mathieson. Le canzoni Ti amo, Tu e Gloria diverranno famose in tutto il mondo. Sia Ti amo che Gloria saranno cantate in inglese da Laura Branigan, che, con la seconda, raggiungerà nel 1983 il primo posto nella classifica dei singoli americani. In Francia, Ti amo ottiene un grande successo grazie alla versione francese interpretata da Dalida, mentre in Germania sarà Howard Carpendale a farne una cover. Infine vi fu la produzione di un singolo del suo batterista Euro Cristiani, uscito proprio nell'estate del 1979: L'amore è quando non c'è più (che Umberto riprenderà sia nel 1991, nell'album Gli altri siamo noi sia nell'album Superstar del 2009). Questo fiorente periodo lo porterà a trasferirsi stabilmente a Roma. Nel 1979 si unì alla giovane friulana Serafina Scialò, dalla quale nel 1983 avrà il suo primo figlio, Nicola Armando. La coppia si separò nel 1984.

### Anni Ottanta: gli anni del grande successo
Per Tozzi, gli anni ottanta si aprirono col brano Stella stai, singolo estivo molto orecchiabile, tanto che fu inserito nell'album immediatamente successivo, Tozzi (o anche chiamato Poste 80), che contiene un altro brano di discreto successo, Dimmi di no. Ne scaturisce quindi una lunga tournée, dove i brani vengono registrati ed inseriti nel live album In concerto, con versioni riorchestrate.
Il 1981 fu l'anno di Notte rosa, un album sperimentale contenente atmosfere tardo-romantiche. Oltre l'omonimo singolo, contiene brani come Roma nord e Per Angela. L'anno dopo vede l'uscita dell'album Eva, con arrangiamenti innovativi, che ottiene meno successo del precedente. Il singolo di lancio è l'omonimo Eva, seguito da Mama, brano poi ripreso anche da Laura Branigan. La consuetudine di pubblicare album ogni anno a ridosso dell'estate si interruppe nel 1983, quando pubblicò soltanto il 45 giri Nell'aria c'è, hit sempre a tematica tipicamente estiva.
Il 1984 fu un anno di scarsi risultati; Tozzi infatti, pubblicò l'LP Hurrah, che però non ottenne il risultato sperato. Il disco contiene anche Nell'aria c'è, hit dell'anno precedente, con arrangiamenti curati dallo stesso Tozzi. Altre canzoni presenti sono: Tre buone ragioni, Attimi e Non ho che te. L'album fu poi ristampato in CD nel 1989, con il titolo Nell'aria c'è, con l'aggiunta delle canzoni Aria di lei e Come un carillon, mentre il brano Attimi fu rinominato E invece sono attimi (forse per omonimia con un brano di Gianni Togni).
Lo scarso successo di quell'anno, in concomitanza con la separazione dalla compagna Serafina Scialò, madre di suo figlio Nicola Armando, lo portò ad allontanarsi dal pubblico discografico almeno fino al 1986.

#### 1987:Si può dare di piùe la collaborazione con Raf
In silenzio dalle scene da più di due anni, cominciò a scrivere, a sei mani, insieme a Bigazzi e Raf, il brano Si può dare di più, che presentò al Festival di Sanremo 1987, cantato insieme a Gianni Morandi ed Enrico Ruggeri, conquistando il primo posto. Tozzi riconquistò così la platea nazionale, sbaragliando le classifiche di vendita e le programmazioni alla radio. Il brano, oltre che essere inserito nella sua prima raccolta, Minuti di un'eternità, diventò anche l'inno della Nazionale italiana cantanti, la squadra calcistica benefica fondata da Mogol circa sei anni prima.
In un'epoca in cui i singoli sanremesi vendevano circa 10-15 000 copie, Si può dare di più arrivò a circa 250 000 copie, tra Europa e Giappone, facendo passare l'allora casa discografica CGD dalla cassa integrazione ai doppi turni, per far fronte alle richieste. Lo stesso anno, Tozzi si presentò, insieme a Raf, all'Eurofestival, e i due si classificarono al terzo posto con Gente di mare, anche questa di successo. Sempre nel 1987, Tozzi lavorò all'album Invisibile, aiutato da Raf nella fase compositiva. L'album tratta temi dal rapporto di coppia ai problemi sociali, come i brani Al sud e Io no, quest'ultimo contro la tossicodipendenza e adottato come sigla di coda del programma televisivo Il processo del lunedì di Aldo Biscardi. Contiene inoltre i brani Se non avessi te e Immensamente, singoli di successo usciti anche in versioni a 45 giri. È del 1988, invece, la pubblicazione del suo secondo disco dal vivo, in collaborazione con Marco Masini, Royal Albert Hall, registrato nell'omonimo teatro londinese il 21 febbraio dello stesso anno, in classifica per diversi mesi. In questo periodo si legò alla nuova compagna Monica Michielotto, già madre di un bimbo, Gianluca, che poi Tozzi ha sempre riconosciuto con affetto come figlio suo.

### Anni Novanta
Monica Michielotto nel 1989 partorì la secondogenita Natasha. Umberto Tozzi e Monica si sposeranno poi nel 1995. Nel 1991, Tozzi spostò la sua residenza a Montecarlo. Nello stesso anno, partecipò nuovamente al Festival di Sanremo con Gli altri siamo noi, brano che dà il titolo all'omonimo album. Tozzi tuttavia, avrebbe voluto partecipare con il brano Un adagio per dirti addio ma, per decisione di Giancarlo Bigazzi, la melodia della stessa canzone fu invece utilizzata per la canzone Perché lo fai, presentata da Marco Masini nello stesso Festival. Questo scatenò la separazione artistica tra Giancarlo Bigazzi e il cantante torinese, che si prese un periodo di pausa artistica.
Tozzi ritornò nelle classifiche nel 1994, con la vittoria al Festivalbar, con il brano Io muoio di te, tratto dall'album Equivocando. Altri singoli tratti dall'album furono Lei ed Equivocando. L'opera era interamente scritta e composta dallo stesso Tozzi, che proprio con questo album iniziò ad essere a tutti gli effetti un cantautore. In più è il primo del cantante ad essere più rock rispetto ai precedenti. Nell'aprile 1996, Tozzi amplificò il suo lavoro rivolto al rock, pubblicando Il grido. All'album seguì una collaborazione dai testi e dalle sonorità opposte a quest'ultimo, Aria e cielo, pubblicata nell'autunno 1997, con testi di Mogol e musiche di Tozzi. Nel 1999 venne pubblicata una raccolta dei brani più famosi, risuonati con batteria e chitarre elettriche con due inediti, Conchiglia di diamante e Mai più così che narrava della separazione dalla moglie Monica.

### Anni Duemila
Il nuovo millennio per Tozzi si apre con il ritorno a Sanremo con il brano Un'altra vita e con l'uscita dell'album omonimo. L'album narra del periodo di separazione tra i coniugi Tozzi, avvenuto tra il 1999 e il 2004. Nel 2002 pubblica un doppio CD, The Best of, trascinato dal singolo E non volo. Nel 2005 partecipa per l'ultima volta al festival di Sanremo con la canzone Le parole.
Il 2006, anno in cui Tozzi festeggia i suoi primi 30 anni di carriera da solista, registra tre eventi importanti: nel febbraio 2006, un concerto all'Olympia di Parigi, nel quale fa il "tutto esaurito", e, contemporaneamente, l'uscita di un nuovo progetto, Heterogene, un tentativo di sperimentare nuove sonorità e stili musicali del tipo, ambient, lounge e chill-out, e con cui Tozzi abbandona la trentennale esperienza discografica con la Warner, per approdare alla MBO. Inoltre, il 26 maggio 2006, viene pubblicato un doppio CD, Tutto Tozzi, brani nel quale trovano posto 34 dei suoi più grandi successi, di cui due in francese, in coppia con Lena Ka e Cérena, già best seller nel mercato d'oltralpe rispettivamente nel 2002 e 2003. Il 24 novembre esce Tozzi Masini, un album di raccolta (più tre inediti) riarrangiata reciprocamente con l'amico cantautore fiorentino. 
È uno dei cantanti italiani più popolari all'estero: ha venduto nel corso della sua carriera oltre 70 milioni di dischi.
Il 24 novembre 2006 pubblica un album, nuovamente in collaborazione con Marco Masini. Questo album, intitolato semplicemente Tozzi Masini, è composto da 16 tracce, con tre inediti, seguiti dalle rivisitazioni delle reciproche canzoni, tranne per T'innamorerai cantata in duetto.
Nell'estate 2008 organizza una tournée internazionale che culmina il 18 luglio 2008 a Verona con l'U.T. DAY, giornata organizzata dal suo ufficiale sito internet in cui Tozzi ha dedicato per la prima volta un'intera giornata ai suoi fans, prima con una diretta radiofonica, poi con un incontro pubblico e infine con un concerto in una piazza con 11 000 partecipanti provenienti da tutta Europa.
L'8 settembre 2008 viene pubblicato, solamente sul web il singolo, Petite Marie, una cover di un vecchio brano del 1974 inciso in Francia da Francis Cabrel, noto cantautore d'oltralpe. Il ricavato della vendita del singolo viene devoluto interamente in beneficenza per un ospedale pediatrico. Tale brano, inoltre, farà da apripista a un duplice progetto: un doppio CD intitolato Non solo (Live), uscito il 23 gennaio 2009, preceduto da un singolo dal titolo Anche se tu non vuoi, seguito dal secondo singolo Cerco ancora te, composto da Emilio Munda e Matteo Gaggioli. Tale uscita si accompagna al lancio di un settimanale audio tutto dedicato alla sua musica, la Tozzi Radio Web curata da Massimo Bolzonella e Bruno Mannella, con il supporto grafico tecnico di Maurizio Calvani. Il progetto dura però poche settimane e viene sospeso.
Il 4 marzo 2009 esce il suo primo libro, Non solo io, la mia storia. Il 18 settembre 2009 viene pubblicato l'album Superstar.

### Anni Duemiladieci
Cittadino italiano residente nel Principato di Monaco da svariati anni, il 2 luglio 2011 si esibisce presso il Palazzo dei Principi di Monaco alle nozze del Principe Alberto II di Monaco con Charlène Wittstock.
Il 26 marzo 2012 esce in Francia, Belgio e Svizzera l'album Yesterday, today. Il 15 maggio 2012 esce un nuovo album di Umberto Tozzi, un doppio cd, rispettivamente con il riarrangiamento dei suoi 17 singoli e con 11 nuove canzoni.
Nel 2013 la sua famosa hit Gloria viene scelta da Martin Scorsese come colonna sonora originale per il suo film The Wolf of Wall Street con Leonardo DiCaprio.
Dall'8 febbraio 2014 parte, dopo cinque anni di assenza dal palcoscenico, il Tour 2014, con tappe, tra le più importanti, Torino, Roma, Milano, Bologna e il Teatro Ariston di Sanremo. Nei vari concerti canterà tre nuovi inediti, non ancora disponibili in CD o in download digitale, Sei tu l'immenso amore mio, Meravigliosa e Andrea Song.
Il 18 ottobre 2015 esce in radio e in download digitale il suo nuovo singolo Sei tu l'immenso amore mio, che anticipa il nuovo album Ma che spettacolo. Questo nuovo lavoro contiene 13 brani inediti, tra cui uno anche in spagnolo e un DVD live dello Yesterday Today Tour 2014. L'album è uscito in formato digitale e in CD e DVD il 30 ottobre 2015. Da questa data parte un tour di firma copie per tutto il Paese.

#### 2017: Il tour40 anni che Ti Amoe il triplo discoQuarant'anni che ti amo in Arena
Nel 2017, in occasione del 40º anniversario della canzone Ti amo effettua una tournée internazionale dal titolo 40 anni che Ti Amo con tappe in Spagna, Germania, Svizzera, Belgio, Canada, Italia, e molte altre. Il 14 ottobre dello stesso anno, tiene un concerto-evento all'Arena di Verona, con l'uscita di una raccolta omonima. L'11 marzo 2017 esce una nuova versione di Ti amo in duetto con Anastacia. Il nuovo singolo Ti amo è contenuto in un album (stampato su cd e su vinile) insieme ai due inediti Le parole sono niente, scritto da Eros Ramazzotti, e Tu per sempre tu scritta dallo stesso Tozzi, e un live registrato.
Il 1º dicembre 2017 esce il triplo disco Quarant'anni che ti amo in Arena, composto da due CD audio e un DVD video del concerto celebrativo all'Arena di Verona del 14 ottobre. Il concerto, inizialmente previsto per il 18 settembre, è stato posticipato per le precarie condizioni di salute del cantante, ed è andato in onda su Canale 5 il 30 dicembre 2017, ottenendo il 13,02% di share media e 2,698 milioni, con un’età media di 56 anni. Un buon risultato per un concerto in tv, il migliore di molti altri esperimenti fatti da Cologno Monzese.
L'11 febbraio 2018, Tozzi riparte con un nuovo tour nei teatri italiani, toccando città come Milano, Firenze, Bologna e Torino. È uno spettacolo nuovo, composto oltre che dai maggiori successi, anche da due inediti (Io sono blu e Io con te) e da alcuni brani non cantati da anni.
Nel 2019, Tozzi ha percorso l'Italia in un tour per i palasport durato dal 30 aprile al 25 maggio assieme all'amico Raf, in una scaletta composta dai più grandi successi di entrambi eseguiti in duetto. L'iniziativa è stata anticipata dalla pubblicazione (alla fine del 2018) di un inedito inciso in coppia ma scritto e prodotto dal solo Raf (Come una danza) e di una raccolta delle loro hit più popolari (Raf Tozzi), nonché da una loro esibizione nella terza serata del Festival di Sanremo 2019.
Sempre nel 2019, il singolo Stella stai viene inserito nella colonna sonora del film Spider-Man: Far from Home.

### Anni Duemilaventi
Gli anni Duemilaventi di Tozzi si aprono con l'inserimento di Ti amo nella puntata Game over (la prima della quarta parte, inclusa nella seconda stagione) della serie televisiva Netflix La casa di carta. Tozzi ha commentato il fatto dicendo che "per chi fa musica non c'è cosa più bella che vedere viaggiare una canzone così lontano e così a lungo".
Nel mese di aprile 2020 sarebbe dovuto partire un nuovo tour insieme a Raf ma stavolta nei teatri, rimandato a causa della pandemia di COVID-19 al 2021.
A marzo 2021 prende parte alla serata finale del Festival di Sanremo in veste di super ospite, cantando alcuni dei suoi più grandi successi.
Il 10 aprile 2021, Umberto Tozzi si esibisce per la prima volta in un concerto trasmesso in live streaming. È un'iniziativa in favore dei suoi musicisti che, come lui, si sono dovuti fermare professionalmente a causa della pandemia da Covid 19. Il ricavato della vendita dei biglietti virtuali è stato devoluto ai membri della sua band e allo staff tecnico. Il concerto si è tenuto presso la Salle des Étoiles dello Sporting Monte Carlo. Lo spettacolo proposto, dal titolo "Songs", ha visto Tozzi eseguire i suoi classici in un'inedita versione acustica. Lo stesso spettacolo è stato poi riproposto dal vivo durante il tour estivo 2021.

## Vita privata
È sposato dal 1995 con Monica Michielotto. Si sono sposati ben 4 volte: in chiesa, in municipio, a Mauritius e a Montecarlo. I due hanno avuto una figlia. Entrambi avevano già un figlio prima del loro matrimonio.

## Procedimenti giudiziari
Il 16 giugno 2012 viene condannato a un anno di reclusione per evasione fiscale.
Il 18 novembre 2014 in appello viene condannato a 8 mesi di reclusione (pena sospesa) per un'evasione da 800.000 euro per il periodo 2002-2005 (data la prescrizione gli è stata contestata solo l'evasione del 2005): nel 1991 Tozzi si era trasferito a Montecarlo, dove lavora la moglie e dove si sono sposati i figli, mentre i due anni seguenti ha vissuto in Lussemburgo. Per i giudici di Roma il cantante, avendo mantenuto i suoi interessi economici in Italia nonostante lo spostamento di residenza all'estero, avrebbe dovuto versare regolarmente le tasse al Paese d'origine.
Il 5 ottobre 2017 viene assolto in Cassazione.

## Discografia

### Album in studio
- 1976 – Donna amante mia (CGD)
- 1977 – È nell'aria...ti amo (CGD)
- 1978 – Tu (CGD)
- 1979 – Gloria (CGD)
- 1980 – Tozzi (CGD)
- 1981 – Notte rosa (CGD)
- 1982 – Eva (CGD)
- 1984 – Hurrah! (CGD)
- 1987 – Invisibile (CGD)
- 1991 – Gli altri siamo noi (CGD)
- 1994 – Equivocando (CGD)
- 1996 – Il grido (CGD EastWest)
- 1997 – Aria & cielo (CGD EastWest)
- 2000 – Un'altra vita (CGD EastWest)
- 2005 – Le parole (Atlantic Records)
- 2015 – Ma che spettacolo (Momy Records • Sony Music)

## Partecipazioni al Festival di Sanremo
- Festival di Sanremo 1987 Si può dare di più con Morandi e Ruggeri (1º posto)
- Festival di Sanremo 1991 Gli altri siamo noi (4º posto)
- Festival di Sanremo 2000 Un'altra vita (16º posto)
- Festival di Sanremo 2005 Le parole (non finalista)